# Nike Zeus
Nike Zeus — система протиракетної оборони (ПРО), розроблена армією США наприкінці 1950-х і на початку 1960-х років, призначена для знищення боєголовок радянських міжконтинентальних балістичних ракет до того, як вони зможуть вразити ціль. Була розроблена командою Nike Лабораторії Белла і спочатку базувався на попередній зенітній ракеті Nike Hercules. Оригінальний, Zeus A, був розроблений для перехоплення боєголовок у верхніх шарах атмосфери, встановлюючи ядерну боєголовку W31 потужністю 25 кілотонн. Під час розробки концепція була змінена, щоб захистити набагато більшу територію та перехопити боєголовки на більших висотах. Це вимагало значного розширення ракети до абсолютно нової конструкції, Zeus B, з ідентифікатором трьох служб XLIM-49, встановленням боєголовки W50 потужністю 400 кілотонн. У кількох успішних випробуваннях модель B довела, що здатна перехоплювати боєголовки і навіть супутники.
Характер стратегічної загрози кардинально змінився протягом періоду розробки Zeus. Спочатку передбачалося, що вони зіткнуться лише з кількома десятками міжконтинентальних балістичних ракет, але загальнонаціональна оборона була можливою, хоча й дорогою. У 1957 році зростаючі побоювання щодо радянської таємної атаки призвели до того, що його було переміщено як спосіб захисту бомбардувальних баз Стратегічного авіаційного командування, гарантуючи виживання ударної сили у відповідь. Але коли Радянський Союз заявив, що будує сотні ракет, США зіткнулися з проблемою створення достатньої кількості ракет Zeus, щоб відповідати їм. Військово-повітряні сили стверджували, що вони ліквідують цю ракетну прогалину, побудувавши більше власних МБР. Додатково до дебатів виникла низка технічних проблем, які свідчили про те, що Zeus мав би мало можливостей протистояти будь-якій складній атаці.

## Історія
Перше відоме серйозне дослідження щодо атаки балістичних ракет за допомогою ракет-перехоплювачів було проведено ВПС армії в 1946 році, коли було розіслано два контракти як Project Wizard і Project Thumper для розгляду проблеми збиття ракет типу Фау-2. Ці проекти визначили головну проблему виявлення; ціль могла наблизитися з будь-якого місця в межах сотень миль і досягти своїх цілей лише за п’ять хвилин. Існуючі радіолокаційні системи мали б труднощі помітити запуск ракети на цих дистанціях, і навіть якщо припустити, що ракету було виявлено, існуючі механізми командування та управління мали б серйозні проблеми з пересиланням цієї інформації на батарею вчасно для атаки. Завдання тоді виглядало нездійсненним.
Ці результати також свідчать про те, що система може працювати проти ракет великої дальності. Хоча вони рухалися на дуже високих швидкостях, їх траєкторії на більшій висоті спростили виявлення, а більший час польоту дало більше часу для підготовки. Обом проектам було дозволено продовжувати дослідження. Вони були передані ВПС США, коли ці сили відділилися від армії в 1947 році. Військово-повітряні сили зіткнулися зі значними бюджетними обмеженнями та скасували Thumper у 1949 році, щоб використати свої кошти для продовження своїх зусиль GAPA наземних ракет (SAM). Наступного року фінансування Wizard також було передано GAPA на розробку нового ЗРК великої дальності, який через десять років з’явиться як CIM-10 Bomarc . Дослідження ПРО в ВПС практично, але не офіційно, завершилися.

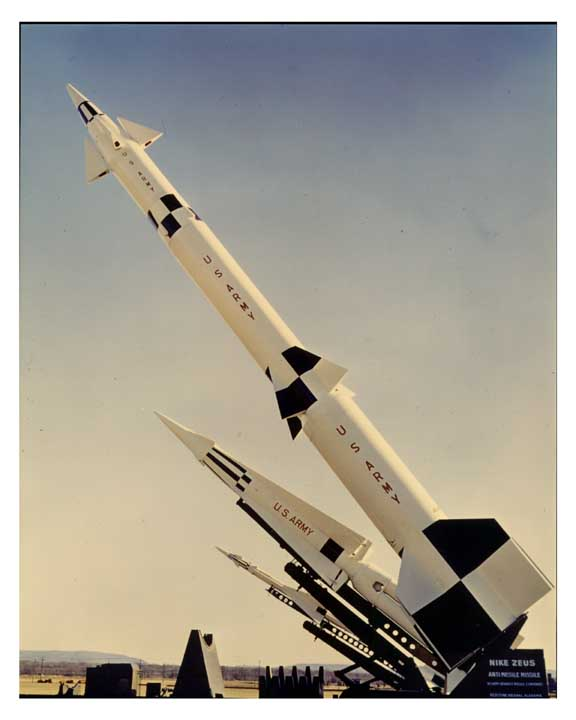
Сімейство ракет Nike із Zeus B попереду Hercules і Ajax.

На початку 1950-х років армія міцно закріпилася в ракетній галузі «земля-повітря» завдяки своїм проектам ракет Nike і Nike B. Ці проекти очолювали Bell Labs, працюючи з Дугласом.
Армія зв'язалася з Управлінням дослідження операцій Університету Джона Гопкінса (ORO), щоб розглянути завдання збити балістичні ракети за допомогою системи, схожої на Nike. На створення звіту ORO знадобилося три роки, і отриманий документ «Захист Сполучених Штатів від авіації та ракет» був вичерпним. Поки це дослідження ще не завершилося, у лютому 1955 року армія почала перші переговори з Беллом, а в березні вони уклали контракт з командою Nike Белла, щоб розпочати детальне 18-місячне дослідження проблеми під назвою Nike II.

## Кеннеді і Zeus

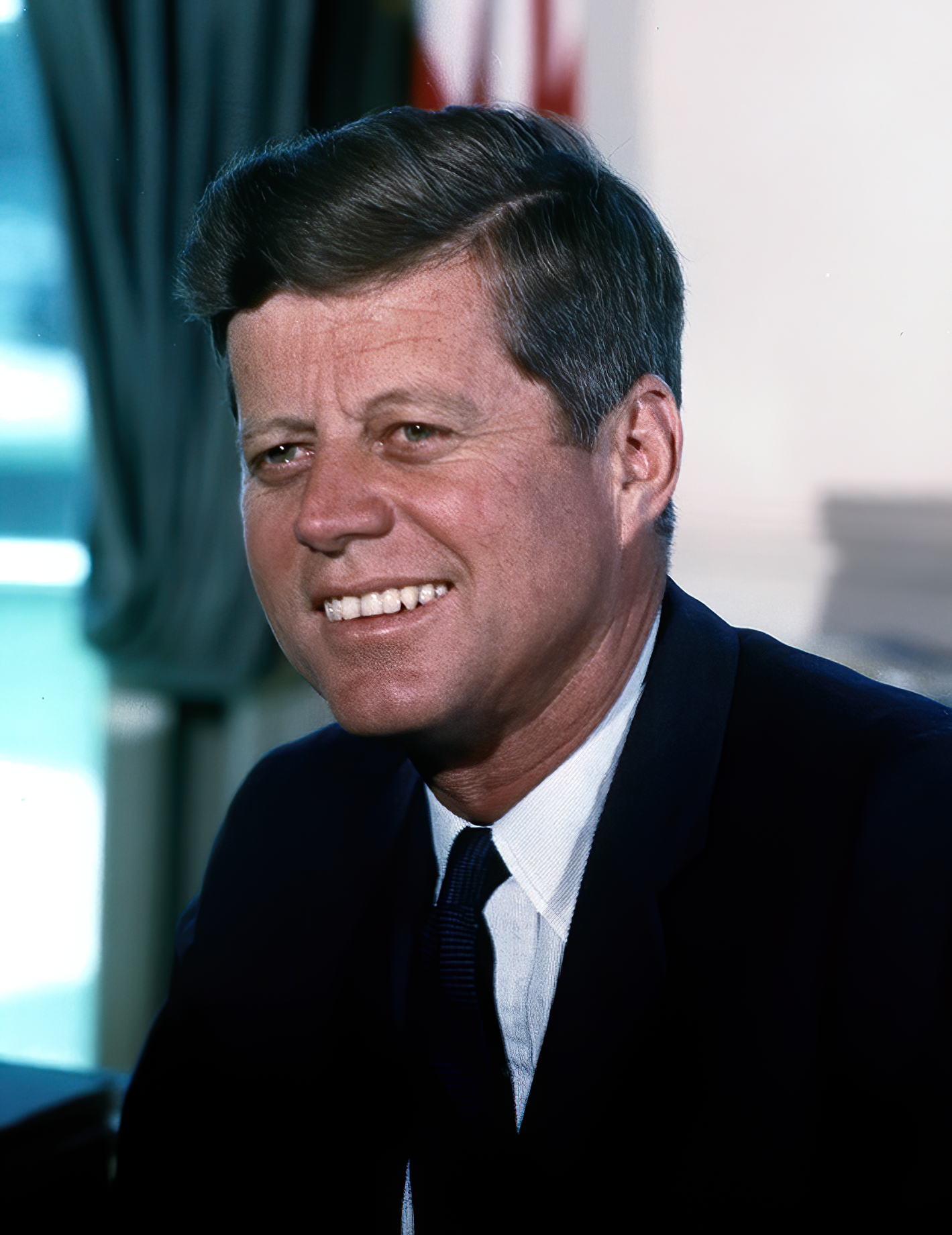
Президент Джон Ф. Кеннеді був захоплений дискусією про Zeus і став експертом з усіх аспектів системи.

Джон Ф. Кеннеді агітував за платформу, тому що Ейзенхауер був слабким у захисті та що він не робив достатньо, щоб усунути загрозливу ракетну прогалину. Після його перемоги на виборах 1960 року він був завалений дзвінками та листами із закликами продовжити Zeus. Це були зосереджені зусилля з боку армії, яка давала відсіч подібній тактиці ВПС. Вони також навмисно розповсюдили контракти Zeus на 37 штатів, щоб отримати якомога більше політичної та промислової підтримки, одночасно розміщуючи рекламу системи у великих масових журналах, таких як Life і The Saturday Evening Post.
Кеннеді призначив генерала армії Максвелла Д. Тейлора головою Об'єднаного комітету начальників штабів. Тейлор, як і більшість військового керівництва, був головним прихильником програми Zeus. Кеннеді і Тейлор спочатку погодилися побудувати величезну базу Zeus із сімдесятьма батареями та 7000 ракетами. Роберт Макнамара також спочатку був за систему, але запропонував набагато менше розгортання дванадцяти батарей із 1200 ракетами. Протилежне зауваження було висунуто Джеромом Візнером, нещодавно призначеним науковим радником Кеннеді та головою звіту PSAC 1959 року. Він почав навчати Кеннеді технічним проблемам, властивим системі. Він також мав тривалі дискусії з Девідом Беллом, директором з бюджету, який усвідомив величезну вартість будь-якої розумної системи Zeus.